# Анастас Спасов
Анастас (Насте) Спасов Гинов е български зограф, един от видните представители на Дебърската художествена школа. Според Асен Василиев творбите му са нетрадиционни, като рисунъкът му е почти академичен.

## Биография
Анастас Спасов е роден в малореканското село Осой в 1856 година или според други източници около 1862 година. Негов баща е Спас Гинов (1824 - 1870), български резбар, най-старият представител на рода Гиновци. Учи в славяно-българско училище в родното си село. Учи иконопис при братовчед си Исая Джиков, а по-късно при Христо и Кузман Макриеви. Рисува из дебърските села, в църквата „Въведение Богородично“ в Долно Мелничани и в манастирчето „Свети Архангел Михаил“ в родното си село.
В 1899 – 1901 година работи във Врачанско. В църквата „Св. св. Константин и Елена“ във Враца негови са иконите на Свети Спиридон, Свети Илия и Свети Тома, на която има надпис „1901 ктиторы рȢфеть дȢлгерскій майсторъ Анастасъ Спасовъ“. Работи в Берковско и Кутловишко. Рисува икони за църквите „Рождество Богородично“ и „Свети Николай“ в Берковица (1907 – 1908). В църквата „Св. св. Кирил и Методий“ в Кутловица рисува иконите на Света Параскева и Свети Иван Рилски.
При избухването на Балканската война в 1912 година Анастас Спасов е доброволец в Македоно-одринското опълчение и служи в нестроевата рота на 1 дебърска дружина.
След Балканската война, рисува иконите на дебърската църква „Свети Спас“, бивша джамия.
Според Асен Василиев Анастас Спасов е добър майстор, който не следва традиционното тълкуване на иконата. Рисунъкът му е почти академичен, като познава тона, формата и светлосянката. Умее да обобщава формите, особено при дрехите, при които избягва традиционното множество драперии, както и прекомерната употреба на злато. При изписването на лицата също показва собствен стил – познава формите, а колоритът е постигнат чрез изискани и прозрачни тонове.